# Ноай (род)
Ноай (Ноайль, фр. Noailles) — французская фамилия, ведущая начало с XI века, но особенно прославившаяся в XVI веке.
В 1593 году фамилия получила графский титул, а в середине 1663 г. — герцогский и пэрство.
- Антуан де Ноай (1504—1562) — адмирал Франции.
- его братья Франсуа (1519—85) и Жиль (1524—1600) были епископами и отличились на дипломатическом поприще.
- Луи-Антуан де Ноай (1651—1729) был кардиналом и архиепископом парижским. Он оказал сопротивление знаменитой булле Unigenitus, за что подвергся преследованиям со стороны иезуитов и впал в немилость при дворе.
- Его старший брат Жюль (1650—1708) участвовал в усмирении лангедокских протестантов.
- Его сын Адриан-Морис (1678—1766) в начале царствования Людовика XV заведовал финансами, а с 1743 г. играл видную роль в иностранных делах. Его мемуары изданы в 1777 г.
- Виконт Луи де Ноай (1756—1804) — французский генерал.
- Жак-Бартелеми де Ноай (1758—1828) — депутат в совете пятисот, до революции был адвокатом при тулузском парламенте. Он был горячим защитником свободы прессы, 18-го фрюктидора V года был осужден на смерть, но успел скрыться. Во время Империи был депутатом в законодательном корпусе.
- Филипп де Ноай, виконт де Ноай (1715—1794) — герцог де Муши (с 1747 года), принц де Пуа (с 1729 года), герцог де Пуа (с 1767 года), барон д’Амбре, французский маршал (1775 год), основатель младшей линии Ноай-Муши рода Ноай, испанский гранд 1-го ранга (с 1747 года).
- Поль де Ноай, (1802—1886), в 1827 г. вступил в палату пэров; в 1849 г. был избран во Французскую академию. Ему принадлежит «История г-жи Ментенон» (П., 1848—58). Его второй сын, Эммануэль-Виктор (род. 1830), занимал разные дипломатические должности, но более известен своим трудом «Henri de Valois et la Pologne en 1572».
- Эмманюэль Анри Виктюрньен де Ноай (1830—1909) — дипломат, историк и литературный критик.

## Галерея

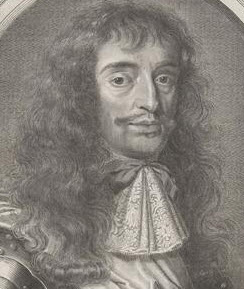
Anne de Noailles, 1-й герцог
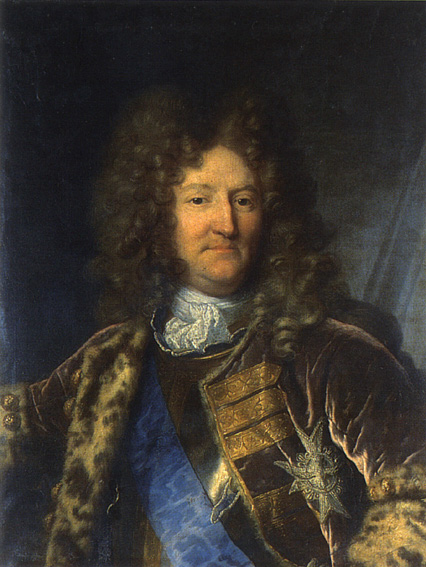
Anne-Jules de Noailles, 2-й герцог
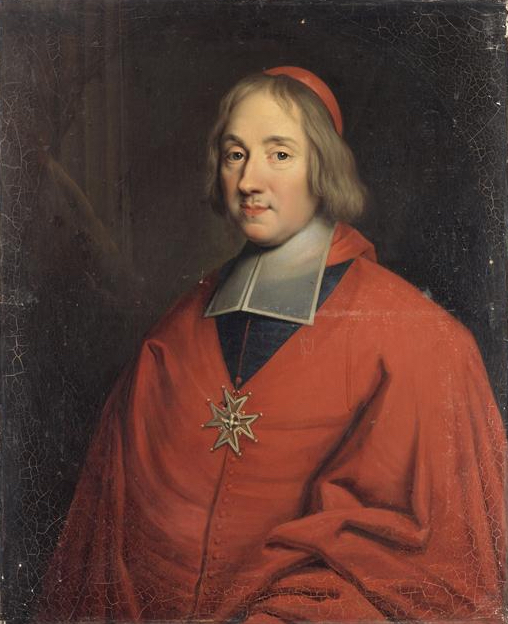
Louis-Antoine de Noailles
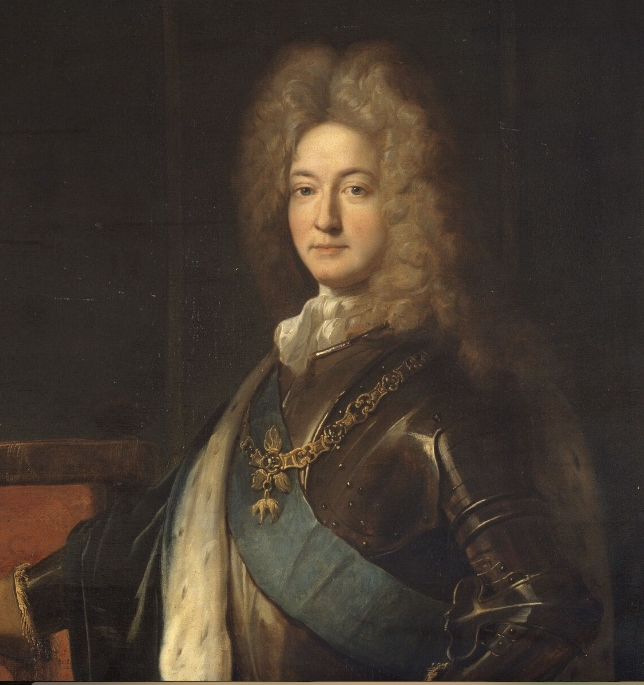
Adrien Maurice de Noailles, 3-й герцог
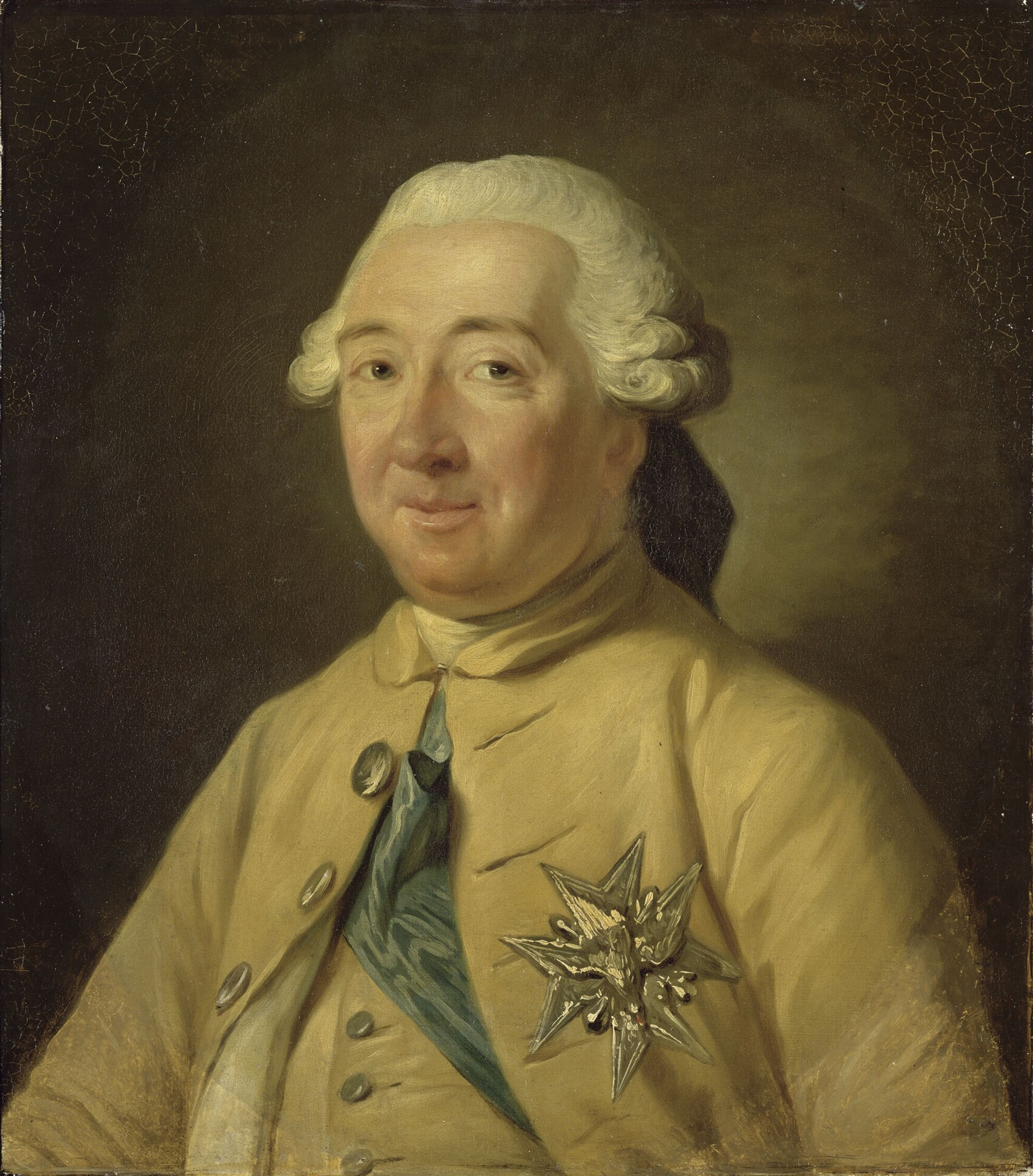
Louis de Noailles, 4-й герцог
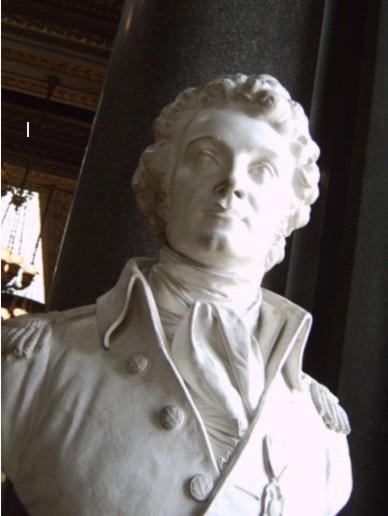
Louis-Marie Vicomte de Noailles
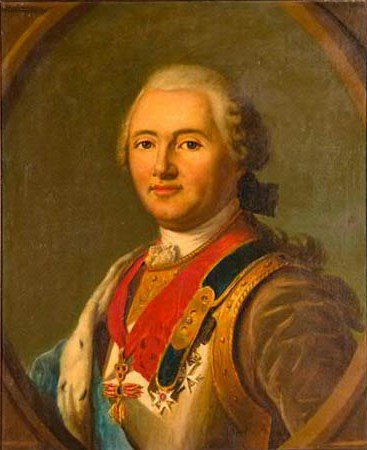
Philippe, vicomte de Noailles, duc de Mouchy
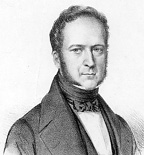
Paul de Noailles, 6-й герцог
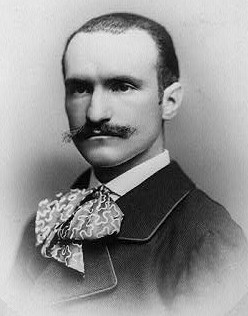
:Emmanuel-Henri-Victurnien-Marquis de Noailles